# 274334 Київпланій
274334 Київпланій (274334 Kyivplaniy) — астероїд головного поясу, відкритий 3 вересня 2008 року в Андрушівці.
Відповідно до стандартної зоряної величини 16,3, діаметр астероїда оцінюється у 1–3 км (за умови, що його альбедо лежить у межах 5–25%).